# Eugène Rouart
Eugène Louis Rouart est un homme politique français né le 22 août 1872 au Mée-sur-Seine (Seine-et-Marne) et mort le 6 juillet 1936 à Grenade, dans la Haute-Garonne.

## Biographie
Issu d'une famille d'artistes, Eugène Rouart, fils de Stanislas-Henri Rouart (1833-1912), se tourne vers l'agriculture en entrant dans une école d'agronomie et en créant une ferme modèle en Haute-Garonne. Impliqué dans les structures agricoles, il est président de l'office agricole départemental, siège au conseil supérieur de l'agriculture et à l'académie d'agriculture. Il épouse Yvonne Lerolle, fille du peintre Henry Lerolle, et le couple qu'il forme sera la source d'inspiration première de son ami et écrivain André Gide pour sa trilogie L'École des femmes, Robert et Geneviève paru de 1929 à 1936 dont les héros diaristes, Évelyne et Robert D., sont les transpositions littéraires d'Yvonne et Eugène Rouart.
Sa carrière politique le conduit à obtenir les mandats de maire de Castelnau-d'Estretefonds de 1906 à 1918, de conseiller d'arrondissement de Toulouse puis de conseiller général de la Haute-Garonne élu par le canton de Fronton de 1910 à sa mort. Il devient sénateur de la Haute-Garonne de 1933 à sa mort, inscrit au groupe de la Gauche démocratique. Membre de la commission de l'agriculture, il est rapporteur sur les textes concernant la viticulture.

## Eugène Rouart et André Gide
Gide rencontre Rouart en février 1893, il a 22 ans et traverse une période critique dans son amitié avec Pierre Louÿs, Rouart devient donc pour Gide une alternative salutaire. Cette amitié durera jusqu'à la mort d'Eugène Rouart en 1936, « les liens entre les deux hommes, proches au début, souvent tendus, parfois distants, sont restés affectueux et surtout efficaces, malgré les situations et les idées qui ont pu troubler leur relation. ». En 1907, Eugène Rouart emmène André Gide et le poète carcassonnais François-Paul Alibert dans une randonnée en automobile (une première pour ses deux amis) de quatre jours dans le Gers et les Landes.
Rouart et Gide échangent une importante correspondance, publiée en 2006, qui est l'une des plus révélatrices parmi celles qu'échangea Gide avec ses contemporains.